# Лопата
Лопата е широко разпространен ръчен инструмент, използван в селското стопанство и строителството и предназначен предимно за разчистване и копане. Представлява широка и плоска метална пластина, в която е направено място за прикачване на дръжката. Може да се използва при работа с въглища, сняг, пясък, чакъл и други. Най-често металната част е направена от стомана, а дръжката от дърво.
Съществуват много видове лопати, едни са заострени, а други равни, едни са големи, а други малки. Така например лопатата за печене на хляб в пещи и фурни се нарича още фурнаджийска лопата и е напълно плоска и изцяло от дърво. Лопатата за сняг се изработва от пластмаса или алуминий и е много широка, леко завита нагоре, за да загребва повече сняг.

## Идиоми
- с лопата да ги ринеш – казва се за нещо, което се намира в много голямо количество[1]
- ти уби коча с лопатата (жаргон) – когато някой каже нещо невероятно, невъзможно, смехотворно, безумно и т.н.
- фурнаджийска лопата – човек, който променя мнението си на 180 градуса, когато му е изгодно, подлизурко

фурнаджийската лопата е еднаква от двете си страни и при ползване се преобръща на 180 градуса; човек който с лекота сменя мнението си, поведението си на противоположно, на 180 градуса.

## Галерия
- Употреба в армията (американска армия)
- Лопати за махане на сняг
- Спускане с лопата
- Лопата с къса дръжка